# Саураштра (письмо)
Саураштра — письменность (абугида), используемая в одноименном языке. В настоящее время употребляется мало в результате вытеснения латиницей и тамильской письменностью. По форме знаков саураштра схожа с другими видами письма, происходящими из брахми. 
Гласные и согласные: